# The Fade Out
The Fade Out est une bande dessinée policière écrite par l'Américain Ed Brubaker et dessinée par le Britannique Sean Phillips publiée sous forme de douze comic books par Image Comics d'août 2014 à janvier 2016. Elle a reçu le prix Eisner de la meilleure mini-série en 2016.
L'histoire se déroule en 1948 à Hollywood, année qui vit plusieurs professionnels du cinéma interdits de travailler pour cause de sympathies communistes présumées. 